# Dinizia excelsa
Dinizia excelsa és una espècie d'arbre de la selva tropical emergent de dosser arbori sud-americana de la família de les lleguminoses, originària principalment del Brasil i Guyana. En portuguès es coneix com a «angelim vermelho», «angelim», «angelim pedra» i «paricá», o de vegades «angelim falso», «faveira», «faveira-dura», «faveira-ferro» o «faveiro-do-grande». En llengua tiriyó s'anomena «awaraimë» i en wapixana «parakwa».

## Descripció
És l'espècie més alta de la família dels pèsols, les lleguminoses, i una de les espècies d'arbres tropicals més altes de qualsevol família que arriba més amunt dels 60 metres. El tronc desarmat és cilíndric i un dels exemplars més grans és de 15 a 22,5 metres, fins a 3 metres de diàmetre a nivell del sòl. El diàmetre a l'alçada de l'home (DBH) dels exemplars madurs sol ser d'entre 80 a 200 centímetres, amb contraforts que van des dels moderats fins als forts amb una alçada de 4 a 5 metres.
El duramen és marró vermellós amb una albura una mica més pàl·lida. La fusta és duradora i difícil de treballar per la seva densitat i veta irregular.

## Distribució i hàbitat
Es troba a Guyana, Surinam i a la selva amazònica del Brasil (als estats del nord i centre-oest d'Amapá, Amazones, Mato Grosso, Pará, Rondônia, Roraima i Tocantins). L'any 1992, el botànic Harri Lorenzi també en va reportar a l'estat d'Acre.
L'espècie creix en boscos mixtos humits i de terra alta no inundats coneguts com a «floresta ombrofila mista», bosc tropical a «terra ferma», bosc tropical de fulla perenne i bosc tropical sec. S'ha registrat a cotes de 50 a 490 metres sobre el nivell del mar.

## Exemplar més alt
L'exemplar mesurat més alt és de 88,5 metres amb un diàmetre de 5,5 metres, que es creu que té uns 400 anys d'antiguitat, descobert prop del riu Jari a Inipuku (municipi d'Almeirim, estat de Pará) el 2019. El descobriment es va fer mitjançant l'exploració làser aerotransportada (ALS) i la verificació de camp al bosc estatal de Paru, que comparteixen els estats de la conca amazònica brasilera d'Amapá i Pará. El 7 d'octubre de 2022 un grup d'investigadors va arribar a l'arbre i van mesurar un diàmetre de 9,9 metres, equivalent a l'alçada d'un edifici de 25 pisos o dues vegades l'estàtua del Crist Redemptor de Rio de Janeiro.